# Stanisław Rozwadowski (pułkownik)
Stanisław Rozwadowski (pułkownik) (ur. 16 czerwca?/29 czerwca 1913 w Płoskirowie na Podolu, zm. 18 lutego 2005 w Kołobrzegu) – polski oficer artylerii przeciwlotniczej, pułkownik ludowego Wojska Polskiego, komendant Wyższej Szkoły Oficerskiej Wojsk Obrony Przeciwlotniczej (1968–1971).

## Życiorys
Po ukończeniu gimnazjum wstąpił do Szkoły Podchorążych Piechoty w m. Różan nad Narwią. We wrześniu 1933 r. przeniesiony do Szkoły Podchorążych Artylerii w Toruniu, którą ukończył w 1936 r. w stopniu podporucznika. Służył w 6 pułku artylerii ciężkiej we Lwowie na stanowisku młodszego oficera baterii. Wraz z pułkiem walczył do 21 września 1939 pod Lubaczowem, Janowcem, Brzuchowicami i Hołoskiem koło Lwowa. Brał udział w obronie VI Okręgowej Składnicy Amunicji i Uzbrojenia w Hołosku, gdzie został ranny.
W czasie okupacji mieszkał i pracował we Lwowie. 24 marca 1944 r. wstępuje do służby w Armii Czerwonej.
W czerwcu 1944 r. wstąpił do Wojska Polskiego. W październiku 1944 r. ukończył kurs dowódców baterii w Wyższej Szkole Oficerskiej Wojsk Obrony Przeciwlotniczej w Orenburgu, po ukończeniu której pełnił funkcję dowódcy plutonu 17 baterii artylerii przeciwlotniczej Szkoły Podchorążych Artylerii w Chełmie. W latach 1945–1946 dowodził plutonem i baterią podchorążych Oficerskiej Szkoły Artylerii w Olsztynie i Toruniu, następnie wykładał teorię i zasady strzelania.
We wrześniu 1948 r. przyjechał do Koszalina, gdzie kierował Cyklem Artylerii, a w latach 1951–54 pełnił funkcję dyrektora nauk w nowo utworzonej Oficerskiej Szkole Artylerii Przeciwlotniczej. W okresie od 1954 do 1957 służył w Śląskim i Pomorskim Okręgu Wojskowym na różnych stanowiskach sztabowych i dowódczych. Był zastępcą dowódcy Śląskiego Okręgu Wojskowego ds. artylerii przeciwlotniczej, a od połowy 1957 był szefem wydziału OPL w Dowództwie Pomorskiego Okręgu Wojskowego. Po ukończeniu Wyższego Akademickiego Kursu Artylerii Przeciwlotniczej w Leningradzie w 1959 został wyznaczony na dowódcę 16 Dywizji Artylerii Przeciwlotniczej w Koszalinie. Po jej przekazaniu, w 1962 roku, jako szef kierował wojskami OPL Pomorskiego Okręgu Wojskowego w Bydgoszczy.
W latach 1967–1968 był słuchaczem Wyższego Akademickiego Kursu Obrony Przeciwlotniczej w Kijowie. Z dniem 3 sierpnia 1968 r. został wyznaczony na stanowisko komendanta-rektora koszalińskiej Wyższej Szkoły Oficerskiej Wojsk Obrony Przeciwlotniczej. Kierował uczelnią do 10 lutego 1971 roku. W 1971 roku przeszedł na emeryturę.
Mieszkał w Koszalinie, w ostatnich latach życia przeprowadził się do rodziny w Kołobrzegu. Zmarł 18 lutego 2005 w Kołobrzegu i tam został pochowany.

## Źródła
- strona www Stowarzyszenia Przyjaciół Koszalina, Galeria Kadr Dowódczych Służb Mundurowych
- Józef Głośny, Jan Zasadziński, Wyższa Szkoła Oficerska Wojsk Obrony Przeciwlotniczej im. por. Mieczysława Kalinowskiego, Wydawnictwo Ministerstwa Obrony Narodowej, Warszawa 1983